# 後藤恵梨子
後藤 恵梨子（ごとう えりこ、11月2日 - ）は、日本の女性声優。オフィスCHK所属。埼玉県出身。血液型はB型。

## 出演

### アニメ
- アンデルセン・ストーリーズ[2]
- トロールズ[3]

### ゲーム
- どきどき魔女神判!（小田れんげ）
- キミの勇者（シルク）
- 薔薇に隠されしヴェリテ（ポリニャック夫人）

### 吹替え
- キャスティングディレクター
- ザ・スピリッツ
- メントーズ（シーズン3、第36話）
- Dr.HOUSE（シーズン2、第14話）[4]

### ドラマCD
- どきどき魔女神判! 〜うきうきサマーバケーション〜（小田れんげ）

### ラジオ
- studio TeaParty（第31回、第65回）